# Chinees Taipei op de Olympische Winterspelen 2002
Tijdens de Olympische Winterspelen van 2002, die in Salt Lake City (Verenigde Staten) werden gehouden, nam Chinees Taipei voor de achtste keer deel.

## Deelnemers en resultaten
(m) = mannen, (v) = vrouwen 

### Bobsleeën
| Olympiër                                                   | Discipline                     | Resultaat | Prestatie                                        |
| ---------------------------------------------------------- | ------------------------------ | --------- | ------------------------------------------------ |
| Chen Chin-San Chen Chien-Li Lin Ruei-Ming Chen Chien-Sheng | 4-mansbob (m) Chinees Taipei I | 29e       | 3.17,76 (+10,25) (48,86 / 49,19 / 50,03 / 49,68) |

### Rodelen
| Olympiër     | Discipline | Resultaat | Prestatie                                              |
| ------------ | ---------- | --------- | ------------------------------------------------------ |
| Lin Chui-Bin | mannen     | 47e       | 3.23,716 (+25,775) (49,602 / 50,328 / 52,277 / 51,509) |
| Li Chia-Hsun | mannen     | 48e       | 3.25,986 (+28,045) (55,390 / 49,092 / 51,888 / 49,616) |

Amerikaanse Maagdeneilanden · Andorra · Argentinië · Armenië · Australië · Azerbeidzjan · België · Bermuda · Bosnië en Herzegovina · Brazilië · Bulgarije · Canada · Chili · China · Chinees Taipei · Costa Rica · Cyprus · Denemarken · Duitsland · Estland · Fiji · Finland · Frankrijk · Georgië · Griekenland · Groot-Brittannië · Hongarije · Hongkong · Ierland · IJsland · India · Iran · Israël · Italië · Jamaica · Japan · Joegoslavië · Kameroen · Kazachstan · Kenia · Kirgizië · Kroatië · Letland · Libanon · Liechtenstein · Litouwen · Macedonië · Mexico · Moldavië · Monaco · Mongolië · Nederland · Nepal · Nieuw-Zeeland · Noorwegen · Oekraïne · Oezbekistan · Oostenrijk · Polen · Roemenië · Rusland · San Marino · Slovenië · Slowakije · Spanje · Tadzjikistan · Thailand · Trinidad en Tobago · Tsjechië · Turkije · Venezuela · Verenigde Staten · Wit-Rusland · Zuid-Afrika · Zuid-Korea · Zweden · Zwitserland

Uitgesloten van deelname: Puerto Rico